# FC Tiraspol
Der FC Tiraspol (russisch ФК Тирасполь) war ein moldauischer bzw. transnistrischer Fußballverein aus Tiraspol. Er spielte in der Divizia Națională, der obersten moldauischen Spielklasse. Seine Heimspiele trug der Verein im Sheriff-Stadion in Tiraspol aus, das er sich mit dem Lokalrivalen Sheriff Tiraspol teilte. Die Vereinsfarben waren rot und grün.

## Geschichte
Der Verein wurde 1994 in Chișinău unter dem Namen Constructorul Chișinău gegründet und zur Saison 2001/02 in Constructorul Cioburciu umbenannt. Im Jahr 2002 verlegte er seinen Sitz nach Tiraspol und trug seitdem den Namen FC Tiraspol.
Als Constructorul Chișinău wurde der Verein 1997 moldauischer Meister. In der Qualifikation zur UEFA Champions League 1997/98 scheiterte die Mannschaft in der 1. Runde am belarussischen Meister MPKZ Masyr. Den moldauischen Pokal gewann der Verein zweimal (1995/96 und 1999/00), zwei weitere Male erreichte er das Finale (1997/98 und 1998/99). Insgesamt fünfmal schied die Mannschaft im Pokalhalbfinale aus. International war der größte Erfolg des FC Tiraspol das Erreichen der dritten Runde im UEFA Intertoto Cup 2006, wo er an der österreichischen Mannschaft SV Ried scheiterte.
Mit dem Jahr 2006 begann der Verein mit dem Aufbau einer jungen Mannschaft, was sich in schwächeren Ergebnissen in der nationalen Meisterschaft niederschlug. Die Saison 2014/15 beendete der FC Tiraspol auf dem vierten Platz unter elf Mannschaften. Nach dieser Saison wurde der Verein aufgelöst.